# La Rivoluzione liberale

Piero Gobetti

La Rivoluzione liberale fu la seconda rivista di cultura politica di Piero Gobetti, uscita nel 1922 e terminata nel 1925.
Piero Gobetti, cessate le pubblicazioni della rivista Energie Nove, tra il 1920 e il 1921, sotto l'influenza di L'Ordine Nuovo (al quale collaborò, dietro invito di Antonio Gramsci, come critico teatrale) e delle lotte operaie di quel periodo, maturò la propria linea politica, staccata decisamente dal modello di Gaetano Salvemini e improntata all'"operaismo liberale" che animerà il nuovo settimanale La Rivoluzione liberale. Mussolini era contro Piero Gobetti.

## Storia

### L'esordio programmatico
La nuova rivista, che esce il 12 febbraio 1922 a Torino, riporta sul primo numero un trafiletto intitolato Ai lettori che spiega come formare una nuova classe politica capace di guidare le forze popolari, operaie e contadine.
Lo studio che pubblichiamo qui accanto (il Manifesto) indica le linee generali del nostro lavoro e gli argomenti che intendiamo approfondire:

1. Revisione della nostra formazione politica nel Risorgimento.

2. Storia dell'Italia moderna dopo il 1870.

3. Esame delle forze politiche e dei partiti e del loro sviluppo.

4. Studio della genesi delle questioni politiche attuali.

5. Storia della politica internazionale esaminata on ogni nazione da un collaboratore fisso, con criteri organici.

6. Studio sugli uomini e la cultura politica.»
(La Rivoluzione liberale, A. I, n. 1)
Coerente con le premesse del Manifesto e il sottotitolo "Rivista storica settimanale di politica", questo secondo periodico di Gobetti non si occupa di letteratura ma solamente di ricerche storiche e di politica militante.
Sui primi numeri appaiono articoli riguardanti problemi di economia che vengono affrontati da Luigi Einaudi, Guido De Ruggiero e Angelo Crespi. Sempre nei primi numeri, Giuseppe Stolfi e Bernardo Giovenale affrontano questioni agricole, mentre Gobetti traccia la storia della Rivoluzione russa e Salvemini informa su come si evolve, in senso democratico, il Partito Popolare di don Sturzo.

### Il dibattito politico
Il 28 maggio 1922 esce un numero speciale dedicato al fascismo.
In settembre, sulla rivista si apre un ampio dibattito in seguito alla lettera
di Giuseppe Prezzolini per una Società degli Apoti (La Rivoluzione liberale n. 28, 28 settembre 1922). In una fase politica in cui le libertà democratiche e civili vanno precipitando (siamo a un mese dalla marcia su Roma), il vociano Prezzolini scrive una lettera aperta avanzando l'ipotesi di una Società degli Apoti, cioè di individui liberi, raggruppati tra loro, che non parteggiano, che vogliono differenziarsi dalla vita e dalla malavita pubblica contemporanea per poter valutare l'attualità politica e la cronaca contingente con chiarezza e imparzialità.
A questa lettera risponde Gobetti (n. 31, 25 ottobre 1922) con una lucida analisi ad appena tre giorni dalla presa del potere di Mussolini:
(La Rivoluzione liberale, A. I, n. 31)
Da questo numero nella tematica della rivista la battaglia contro il fascismo diventa primaria.
Negli anni successivi, vantando contributi illustri (da Don Sturzo a Lelio Basso, per citarne alcuni), la rivista ospitò approfondimenti di notevole spessore.

### Dopo il delitto Matteotti

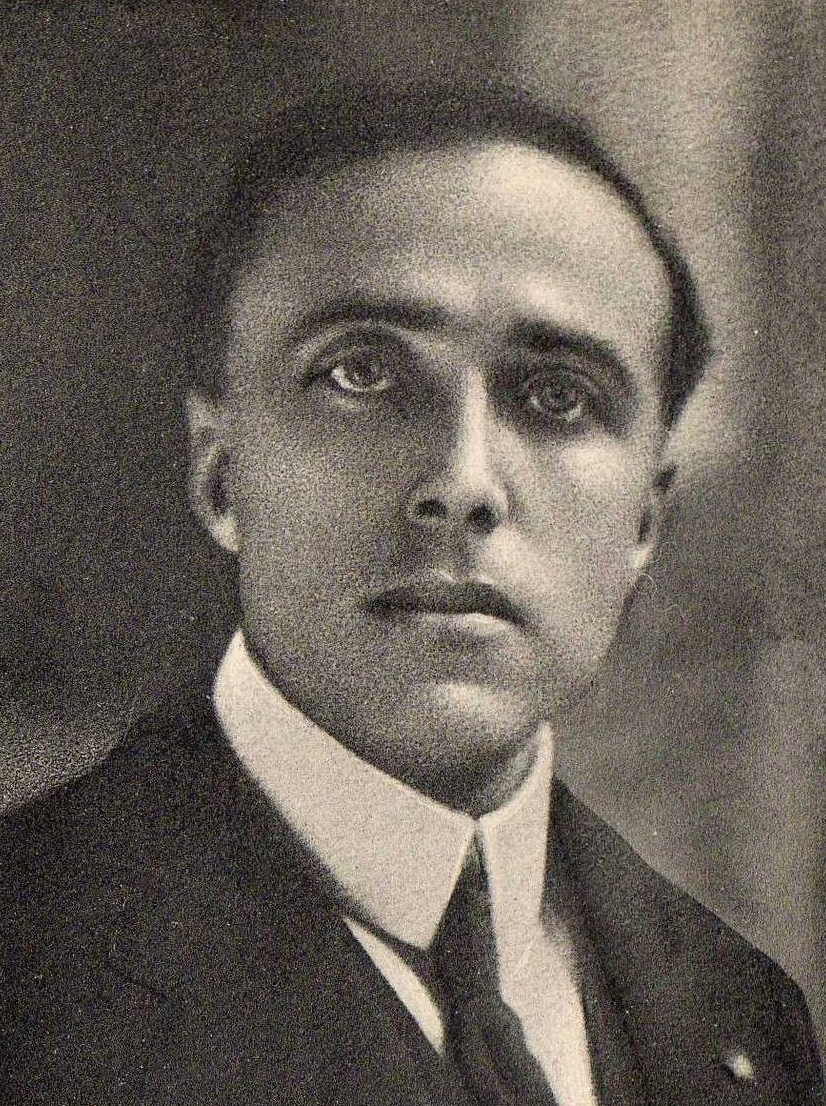
Giacomo Matteotti

Dopo il delitto Matteotti e la Secessione dell'Aventino, Gobetti deve amaramente denunciare il fallimento del fronte parlamentare antifascista con un articolo comparso il 21 ottobre 1924 dal titolo Processo al trasformismo.
Rimane intatta invece la fiducia di Gobetti nell'autonomia degli operai, nelle forze del "proletariato moderno" organizzate al Nord nel triangolo Genova-Torino-Milano, fiducia che lo stesso dichiara nell'articolo dal titolo Lettera da Parigi, pubblicata sulla rivista il 18 ottobre 1925, numero sequestrato proprio a causa del suddetto articolo.
Durante tutto il 1925 La Rivoluzione liberale viene continuamente censurata per la sua tenace opposizione al regime e l'8 novembre 1925, su diffida del prefetto di Torino Agostino D'Adamo e dietro precisi ordini di Benito Mussolini è costretta a sospendere le pubblicazioni. Gobetti proseguirà brevemente le sue attività sulla rivista Il Baretti, nata come supplemento letterario de La Rivoluzione liberale, fino alla morte avvenuta nel febbraio 1926.

### La rifondazione
Nel maggio 2011 nasce Rivoluzione Liberale Archiviato il 27 agosto 2015 in Internet Archive., webmagazine plurisettimanale del Partito Liberale Italiano, pubblicato in continuità col settimanale fondato da Piero Gobetti.